# Alexandrine de Mecklenburg-Schwerin
Alexandrine Auguste de Mecklenburg-Schwerin (n. 24 decembrie 1879, Schwerin, Imperiul German – d. 28 decembrie 1952, Gentofte Municipality⁠(d), amtul Copenhaga⁠(d), Danemarca) a fost soția regelui Christian al X-lea al Danemarcei.

## Familie
S-a născut ducesă de Mecklenburg-Schwerin în orașul Schwerin. Tatăl ei a fost Frederick Francis al III-lea, Mare Duce de Mecklenburg-Schwerin. Mama ei a fost Marea Ducesă Anastasia Mikhailovna a Rusiei, nepoată a împăratului Nicolae I al Rusiei.

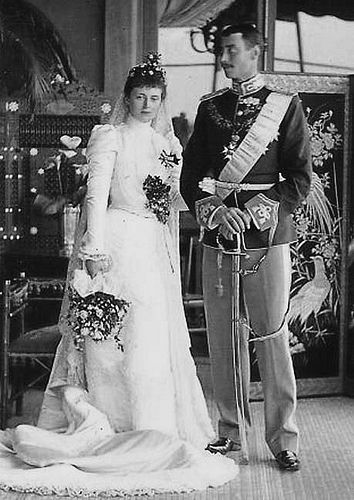
Regina Alexandrine în ziua nunții

### Căsătorie și copii
Prințesa Alexandrine s-a căsătorit cu Prințul Christian al Danemarcei la 26 aprilie 1898, la Cannes, Franța, la vârsta de 18 ani. Ei au avut doi copii:
- Prințul Frederick (1899–1972), mai târziu regele Frederic al IX-lea al Danemarcei; s-a căsătorit cu Prințesa Ingrid a Suediei
- Prințul Knud (1900–1976), mai târziu Knud, Prinț Ereditar al Danemarcei; s-a căsătorit cu Prințesa Caroline-Mathilde a Danemarcei

Prințesa Alexandrine 
aA murit la Copenhaga în 1952 și a fost înmormântată lângă soțul ei la Catedrala Roskilde.
Singurul frate al reginei Alexandrine a fost Frederic Francisc al IV-lea, Mare Duce de Mecklenburg și singura soră a fost Ducesa Cecilie de Mecklenburg-Schwerin, soția lui Wilhelm, Prinț Moștenitor al Germaniei, fiul cel mare al împăratului Wilhelm al II-lea al Germaniei.